# Wilmya Zimmermann
Wilmya Zimmermann (ur. 30 lipca 1944 w Heerlen) – holenderska i niemiecka polityk oraz działaczka związkowa, posłanka do Parlamentu Europejskiego IV kadencji.

## Życiorys
Urodziła się w Holandii, później przeprowadziła się do Niemiec. Pracowała jako technik i asystent medyczny. Działała w związku zawodowym ÖTV, a także w organizacjach społecznych takich jak AWO czy Greenpeace. W 1988 wstąpiła do Socjaldemokratycznej Partii Niemiec, zasiadała we władzach partyjnych na szczeblu lokalnym. Była wiceprzewodniczącą socjaldemokratycznej organizacji kobiecej (ASF) w Górnej Frankonii. W latach 1994–1999 sprawowała mandat eurodeputowanej. Należała do frakcji socjalistycznej, pracowała m.in. w Komisji ds. Swobód Obywatelskich i Spraw Wewnętrznych. Po odejściu z PE pozostała aktywistką SPD i jej organizacji kobiecej.